# Geocrinia
Geocrinia es un género de anfibios anuros de la familia Myobatrachidae que se encuentra en la mitad sur de Australia y Tasmania.

## Especies
Se reconocen las 8 especies siguientes según ASW:
- Geocrinia alba Wardell-Johnson & Roberts, 1989.
- Geocrinia laevis (Günther, 1864).
- Geocrinia leai (Fletcher, 1898).
- Geocrinia lutea (Main, 1963).
- Geocrinia rosea (Harrison, 1927).
- Geocrinia sparsiflora Parkin, Donnellan, Parkin, Shea & Rowley, 2023.[2]
- Geocrinia victoriana (Boulenger, 1888).
- Geocrinia vitellina Wardell-Johnson & Roberts, 1989.